# Auguste Bunoust
Pour les articles homonymes, voir Bunoust.
Œuvres principales
- Les Nonnes au jardin (1918)

Auguste Louis Émile Bunoust est un poète normand. Né le 6 janvier 1888 au Havre et mort le 12 février 1921 à Lisieux. Il est l'auteur d'un recueil de poésie, Les Nonnes au jardin.

## Biographie

### Parcours
Auguste Bunoust est né le vendredi 6 janvier 1888 au domicile de ses parents. Celui-ci est situé au numéro 20 du cours de la République au Havre. Son père, Auguste Alexandre Bunoust, alors âgé de trente ans, né au Havre, est employé à la Compagnie Générale Transatlantique ; sa mère, Émilienne Ernestine Delacour, née à Honfleur, est âgée de vingt-quatre ans. Ils se sont mariés le 24 mars 1887 au Havre.
Il grandit à Honfleur (Calvados) et fréquente les établissements religieux dont l'ambiance le marque : «Il avait gardé une sérieuse empreinte de son éducation première, et son séjour dans des maisons religieuses avait imprimé en lui quelque chose de sacerdotal et de mystique». Quant au poète normand Robert Campion (1865-1939), il le surnomme «M. l'abbé Bunoust».
En novembre 1910, il vit au Havre, où il a pris pension à l'hôtel Hamon, place Gambetta. Il y fait la connaissance d'un autre pensionnaire, Raoul Gain, avec qui il se lie petit à petit, tous deux poètes en devenir, désireux de voir publiés leurs premiers recueils. Raoul Gain se rappelle qu'avant le début de la Première Guerre mondiale, « Bunoust quitta l'étude de Me Hasselmann, pour devenir premier clerc à Cany », ce dont se souvient également Gabriel-Ursin Langé.
Il exerce ensuite la charge modeste de greffe de la Justice de Paix à Lisieux. De 1918 à 1921, il entretient une correspondance amoureuse avec Yvonne Laporte.

### Poète normand, poète français, poète universel

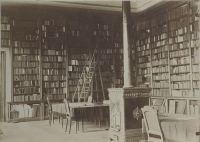
Ancienne bibliothèque municipale de Lisieux.

C'est par le témoignage de quelques-uns de ses proches que l'on connaît la personnalité et l'œuvre d'Auguste Bunoust. En 1924, le poète Gaston Le Révérend lui consacre un livre. Il en paraît des extraits dès le printemps 1923 dans la revue Les Primaires : 

« C'est à la bibliothèque municipale de Lisieux, en feuilletant la Revue Normande, que, vers 1916-17, je connus l'existence du poète, et que je le sus lexovien. Jean-Charles Contel avec qui il était lié, me parla de lui. Charles-Théophile Féret, de Colombes, s'inquiétait de connaître ce nouveau-venu en littérature normande. Un peu de curiosité, beaucoup pour faire plaisir à mon grand ami, je fis les premières avances. Contel se chargea de remettre à Bunoust un exemplaire de mes deux premiers volumes de vers, cordialement dédicacés. »

Auguste Bunoust lui répond favorablement mais sans déguisement. On trouve dans son billet à la fois une caractérisation de la poésie de Gaston Le Révérend et une auto-définition de l'inspiration bunoustienne qui dépasse le cadre régionaliste : 

« Je sais assez de votre œuvre pour vous assurer de mon estime et de mon admiration. Je serai sincère comme j'en ai coutume et comme vous le méritez. Vos visions, vos émotions, votre idéal, jusqu'à votre forme, - didactique et sobrement rythmée - tout cela qui est bien à vous, ne m'a apporté ni frisson ni transport. Je m'incline devant votre inspiration systématiquement limitée à la peinture de la terre normande, au souvenir de ses fières origines, au cantique exalté de ses mœurs paysannes. Je goûte la langue doucement parfumée de vapeurs d'alambic, hérissée parfois de vocables judiciaires, que parlent les gens de chez nous entre deux lampées d'eau-de-vie aromatique, ou dans ma salle d'audience, chaque samedi. Mais, vous vous en rendez compte, n'est-ce-pas ? nous marchons par des routes différentes.
Vous célébrez la petite patrie ; je chante la terre universelle ; vous glorifiez les aïeux Normands et flagellez leurs fils dégénérés ; je prône ou je plains l'homme, le fils de l'homme dans ses humbles gestes vers la beauté et l'amour comme dans ses lamentables enlisements aux bourbiers de la matière. Mon champ d'inspiration est plus vaste que le vôtre, et je n'en tire pas vanité, et je n'en conçois, me sachant faible, que de l'effroi. Mais c'est ainsi...

Mon cher poète, quels que soient les buts que nos talents divers se soient assignés, un même désir nous alimente, et parfois, hélas, nous déchire, de manifester en des mots harmonieux le frisson de la réalité éphémère sur notre sensible cœur. Ce désir commun nous réunira, j'en suis sûr. Venez me voir un dimanche après-midi... »

La première rencontre a fait naître une amitié, avec ses exigences. Gaston Le Révérend témoigne : 

« Il me fit comprendre qu'il considérait son art comme un sacerdoce, et qu'il ne fallait pas jouer avec. "Ne me dites jamais de mal de mes vers ; je les aime et je ne souffrirais pas qu'on en discute devant moi. À cette condition, nous serons amis." Je hasardai tout de même une critique pour voir. Je lui citai tel vers de lui qui m'avait paru inharmonieux à l'excès. Il ne le justifia pas, mais me laissa entendre qu'il avait eu ses raisons de le faire ainsi... (...)
Cette amitié s'adoucit, et dura longtemps, fraternelle et tranquille. Nous nous promenions, en devisant, sous les marronniers  du Jardin public, sous les Tilleuls des boulevards. J'allais le voir quand il était malade. Il venait dîner quand un ami de lettres était de passage. Nous passions ensemble des avant-soirées dans l'atelier de Contel. »

### Auguste Bunoust et la Bretagne

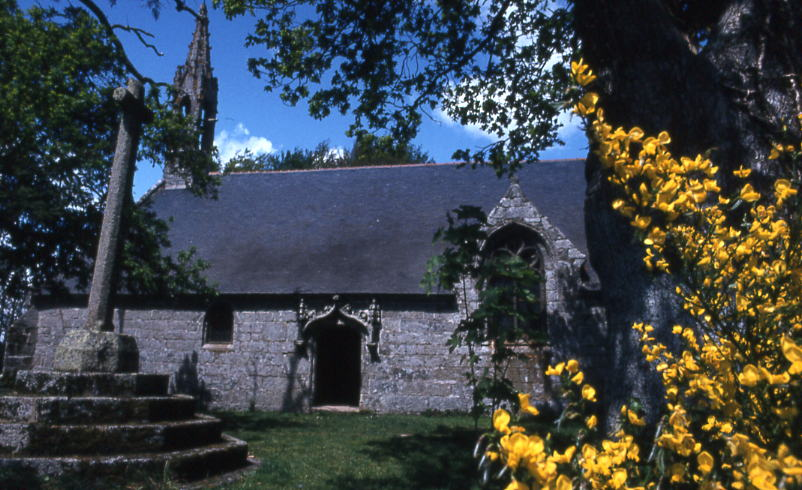
Chapelle et calvaire de Trémalo.

Descendant d'une vieille famille bretonne, Auguste Bunoust affectionne cette province et se rend à Pont-Aven. Le 3 mai 1918, il adresse une lettre à Gaston Le Révérend où s'affiche son amour de la Bretagne contre la "triste Normandie" et ses critiques de la société normande : 

« Je vis comme une bête à bon Dieu. À midi, je mange le pain noir de mes hôtes, néanmoins béni par mon grandissant appétit. Je m'envole chaque après-dîner, soit au Bois d'amour, soit au pied de la chapelle de Trémalo qui a des mousses, un clocheton à jour, un calvaire branlant, comme une vraie chapelle d'opéra-comique. Dimanche dernier, je fus au pardon de Trégune. J'avais au bras une jolie petite fille de Pont-Aven qui mêlait dans ses cheveux d'or détachés par le vent et dans ses paroles déliées par la joie tous les parfums de la folie chaste. La procession se déroula cinq minutes sous mes yeux : ils en reçurent plus de couleur et d'éblouissements que jamais ils n'en recueillirent durant trente années, au triste pays normand.
Ah ! mon cher Le R., comment pouvez-vous vous instituer le chantre et le poète de cette bourgeoisie rurale plus bête, plus plate que celle vautrée aux velours d'Utrecht des salons Louis-Philippe ? Vous blasonnez le marchand de camembert ? Grâce à vous et avec vous il vivra. C'est terrible, ce collage pour l'éternité ! Et quand je pense que dans un bouquin où s'est gaspillé votre original talent, vous avez sué à faire sortir ces hideux fromagers de la cuisse velue des beaux guerriers nordiques. »

### Mort et sépulture
Auguste Bunoust meurt d'une inflammation pulmonaire à l'hôpital de Lisieux. L'un de ses amis, Étienne Deville témoigne : «Combien l'avaient oublié depuis cette clôture involontaire que la maladie lui avait imposée ! On avait perdu l'habitude de voir sa svelte silhouette, son visage émacié par la souffrance, son regard vif qui brillait parfois d'étranges lueurs. Chaque jour je le rencontrais, frôlant les murs de notre vieille cathédrale, l'aïeule contre laquelle il semblait vouloir se blottir».
- Le Journal des Débats politiques et littéraires écrit : «Il passa sur cette terre une existence triste et monotone au cours de laquelle rien de ce qu'il avait désiré ne se réalisa. La frêle dépouille de ce délicat repose aujourd'hui dans la lourde glèbe du champ Remouleux à Lisieux, sous un tertre envahi par les herbes folles»[11].

Les amis du poète s'offusquent de l'état de sa sépulture. En 1930, ils constituent un comité, sous la présidence d'honneur de Lucie Delarue-Mardrus, dans le but d'élever, au cimetière de Lisieux, un monument à l'auteur des Nonnes au jardin. C'est Étienne Deville qui collecte les fonds.
Mais il faut attendre 1946 pour que le projet aboutisse. En février de cette année-là, le secrétaire général de la mairie de Lisieux, M. Levicour, apprenant que la tombe du poète doit être relevée et ses restes portés à l'ossuaire, alerte la Société Historique locale.
Le chanoine G.-A. Simon, président de cette société, et le bibliothécaire-archiviste, Georges Lechevalier, tiennent des conférences et collectent des fonds. Une concession peut être achetée et Auguste Bunoust y repose depuis le 6 juin 1946. La municipalité s'associe aux amis du poète et fait poser une pierre tombale tout en se chargeant de l'entretien de la sépulture.

### Postérité

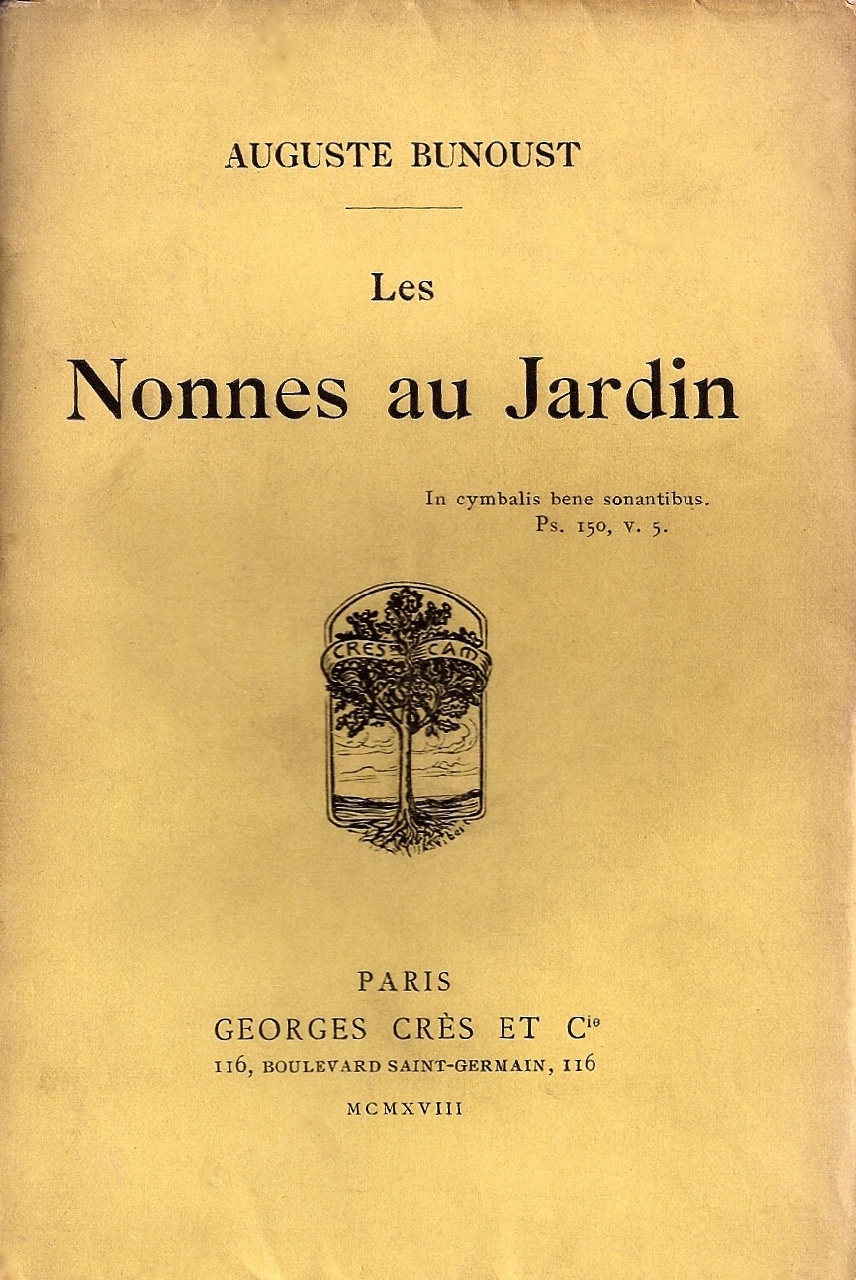
Les Nonnes au jardin, Auguste Bunoust, 1918.

Le rayonnement des Nonnes au jardin dépasse la Normandie alors que son auteur vit ses dernières semaines à l'hôpital. Le 13 janvier 1921, au salon des Jeudis de Mme Aurel, on peut entendre Léo Claretie évoquer le livre d'Auguste Bunoust et les actrices Marie Marcilly, Caecilia Vellini, Régine Le Quéré en dire des fragments.
La postérité d'Auguste Bunoust a fini par se limiter au régionalisme normand. L'historien et écrivain René Herval le cite, par exemple, en 1948, comme témoin d'un monde perdu : «Lisieux était libre, mais Lisieux était en ruines et le demeure. Depuis les jours funestes de 1944, les quartiers sinistrés ont été nivelés méthodiquement et forment aujourd'hui le plus mélancolique des déserts. Il serait vain de chercher la moindre trace de tant de ces vieilles rues qui avaient fait les délices des artistes et des poètes, d'un Contel ou d'un Bunoust».

## Œuvres
Auguste Bunoust n'a publié qu'un recueil, Les Nonnes au jardin. D'autres textes sont parus dans des revues.
- 1915 : Inscription (11 juillet 1915), dans Petite Revue bas-normande de la guerre, no 7, 16 août 1915.
- 1915 : Moisson (12 septembre 1915), dans Petite Revue bas-normande de la guerre, no 9, octobre 1915.
- 1917 : Gravure et Touche, in Celles qui s'en vont...[N 4], Douze lithographies en noir de Jean-Charles Contel, préface d'Albert-Émile Sorel.
- 1918 : Les Nonnes au jardin, éd. Crès, prix Le-Fèvre-Deumier de l’Académie française.
- 1918 : La dernière minute, in Pages & croquis : 1914-1918, nombreux auteurs, éd. Morière, Lisieux, 1918[16].
- 1918 : Sonnet à Rosette. Chanson pour endormir Arlette Le Révérend, in La Revue normande, no 21-22, mars-avril 1918.
- 1920 : Rouen, le soir et Complainte du Cours-la-Reine, in Rouen, Lithographies de Jean-Charles Contel, éd. Georges Crès, Paris, 1920.
- 1920 : Sonnet à des anges, in La Revue normande, no 45-47, mars-mai 1920.
- 1920 : Pater meus et Mater mea, in La Revue normande, no 52-53, novembre-décembre 1920.
- 1921 : Tregunc, dans la revue La Mouette (novembre).

## Distinctions
- 1918 : Prix Le-Fèvre-Deumier de l'Académie française, pour Les Nonnes au jardin (partagé avec Hélène Seguin).

## Citations
- 1918 : «Vous blasonnez le marchand de camembert ?» (lettre à un ami trop complaisant à l'égard de la bourgeoisie rurale normande à qui il offrait des lettres de noblesse)[8].

## Extraits

### Origines

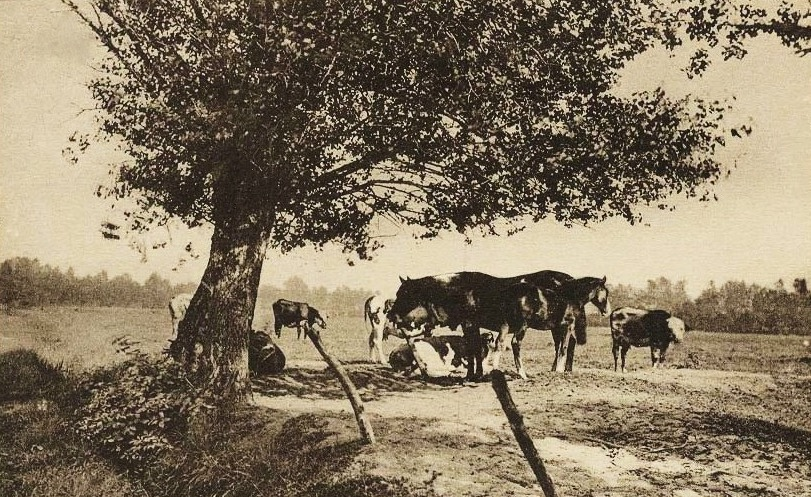
Normandie.

Ô Normandie, est-ce à tes seins que j'ai puisé
L'amertume de vivre ?
Nourrice fauve au goût de cidre alcoolisé
Dont le baiser rend ivre,
Quelle eau fade emplissait l'horizon morne et bas
Et tes rondes mamelles,
Quand déjà j'emportais de mes humbles repas
Le regret qui s'y mêle ?
Ô ma province heureuse, en quels sentiers bourbeux,
Sous quel ciel de brumaire,
En quel herbage humide où vaguent de grands bœufs
M'as-tu bercé, ma mère ?

### Touches

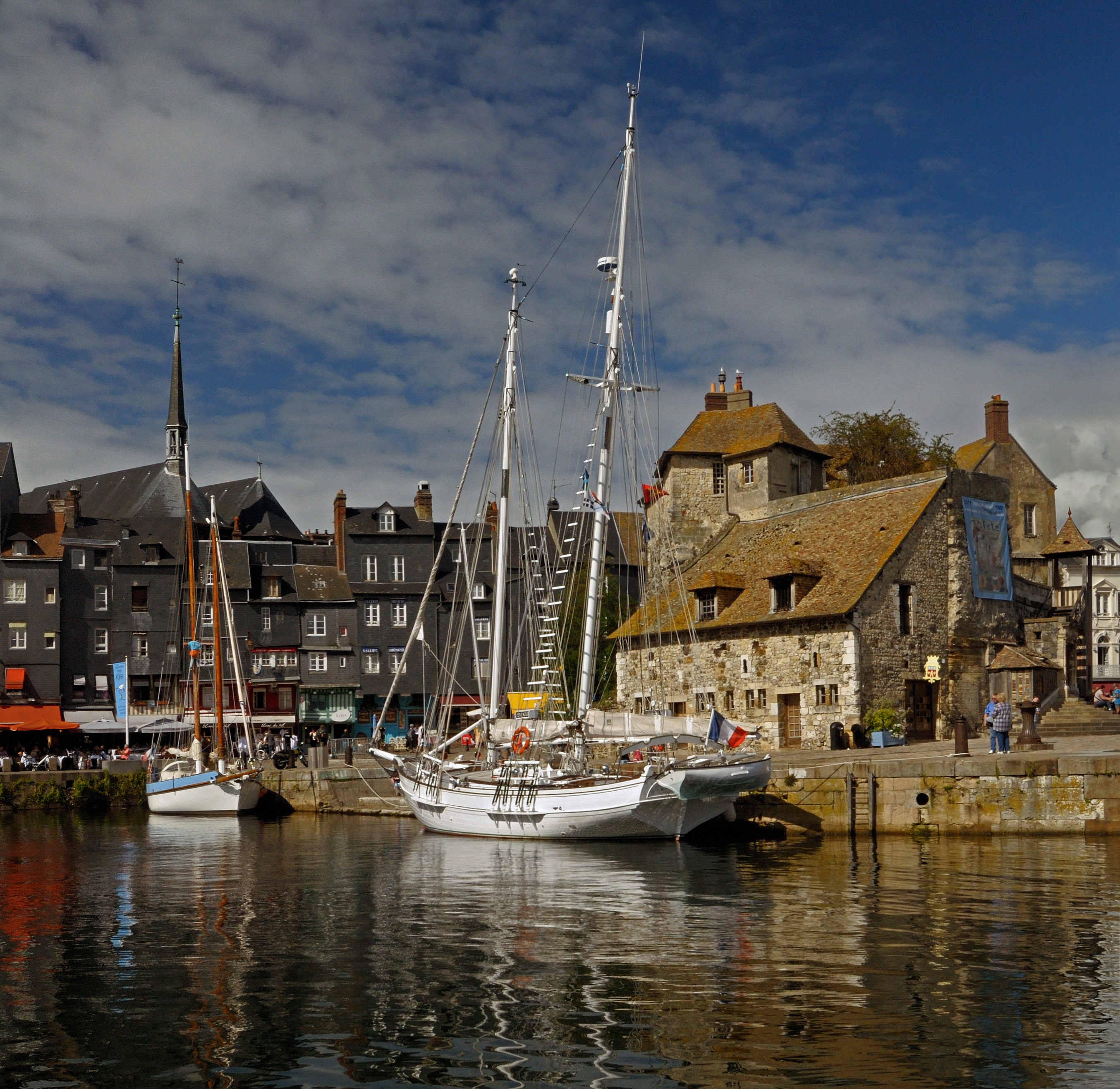
Honfleur : l'eau sage et moirée.

Honfleur me monte au cœur comme un flux de marée
Je dirai, dans le port, sur l'eau sage et moirée,
Les petits soubresauts de la barque amarrée ;
Et les nuits d'équinoxe où les flots s'assemblant,
De toute leur fureur brisée au phare blanc,
Font tinter, ruisselante, une cloche en croulant.

### Les Nonnes au jardin
À propos de ce recueil de poésies, le Journal des Débats note : "Tout est dans ce livre de sa vie : ses tristes souvenirs d'enfance, ses illusions d'adolescent et ses déceptions d'homme".
Les Nonnes au jardin sont toutes descendues,
Au jardin de mon rare et fugace loisir,
Toutes en bure brune et me laissant choisir
La Sœur, l'unique sœur de mon rêve attendue.
C'est un jardin du cloître humide et pénitent :
Tellement de silence a passé sur ses mousses,
Les paroles s'en font chuchotantes et douces...
Et des lentilles d'eau tremblent sur son étang.

### Rouen, le soir

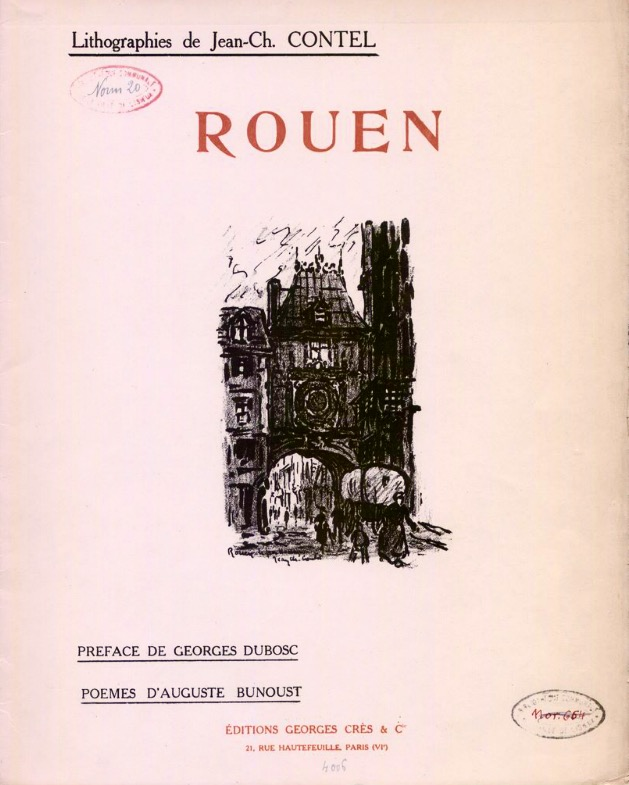
Rouen, lithographies de Jean-Charles Contel, poèmes d'Auguste Bunoust, 1920.

L'eau du pavé s'anime au feu des réverbères ;
Dans un carreau brisé, le vieux jour délibère
S'il va mourir comme il est né : triste, indigent...
Il meurt, et sera plaint d'une cloche d'argent.
Alors, tu vas sentir, au fil de la ruelle,
L'ombre épaisse boucher, comme à pleine truelle,
La résille des murs, la guipure des bois,
Et le gable, le faîte, accrus d'un sombre poids,
Impuissants à trouer la nuit qui les accable,
Accumuler sur toi des sombreurs implacables.
Là-dessous, fais marcher quelque rêve inventif.

## Pour approfondir